# جاك فلين (سياسي)
جاك فلين (بالإنجليزية: Jacques Flynn)‏ هو محامي وسياسي كندي، ولد في 22 أغسطس 1915 في سان هياسنت في كندا، وتوفي في 21 سبتمبر 2000. حزبياً، نشط في الحزب الكندي التقدمي المحافظ. وقد انتخب عضو مجلس الشيوخ الكندي وانتخب عضو مجلس العموم الكندي.